# Samba jazz
Ne doit pas être confondu avec Jazz Samba.
La samba jazz (ou samba-jazz), également connue sous le nom de jazz samba (surtout aux États-Unis) ou hard bossa nova, est un sous-genre musical largement instrumental de la samba qui a émergé au sein de la bossa nova entre la fin des années 1950 et le début des années 1960,.

## Caractéristiques
Le style a consolidé le rapprochement entre la samba brésilienne et le jazz américain, en particulier le bebop et le hard bop, des styles de jazz largement expérimentés par les musiciens brésiliens dans les gafieiras et les boîtes de nuit, notamment à Rio de Janeiro,. Ayant sa formation initiale basée sur le piano, la contrebasse et la batterie, la samba jazz a progressivement absorbé des ensembles instrumentaux plus larges.
Contrairement à la bossa nova, qui est un style de samba caractérisé par son esprit intimiste, sa sonorité douce et la retenue des éléments sonores, la samba-jazz possède de nombreuses composantes présentes dans l'improvisation et la stridence. Cependant, à mesure que la bossa nova se faisait connaître, la samba jazz fut favorisée par le répertoire bossa-novista et par toute une génération d'instrumentistes influencés par le jazz américain, comme Dom Salvador, Sérgio Mendes, J. T. Meirelles, Edison Machado, Dom Um Romão, Manfredo Fest, Zimbo Trio, Tamba Trio (pt), Milton Banana Trio, Jongo Trio (pt), entre autres, ont commencé à s'impliquer dans la nouvelle façon de faire de la samba avec João Gilberto en tête de proue,.

## Histoire
Durant sa jeunesse, le guitariste brésilien Laurindo Almeida est convaincu que les musiciens ne doivent pas rester dans leur propre pays. En 1936, à l'âge de 19 ans, il décroche un emploi dans l'orchestre d'un bateau de croisière qui accoste au Portugal, en Espagne, en France, en Belgique, en Hollande et en Allemagne, ce qui lui permet d'aller à Paris voir Django Reinhardt et Stéphane Grappelli jouer avec le Quintet du Hot Club de France,,,.

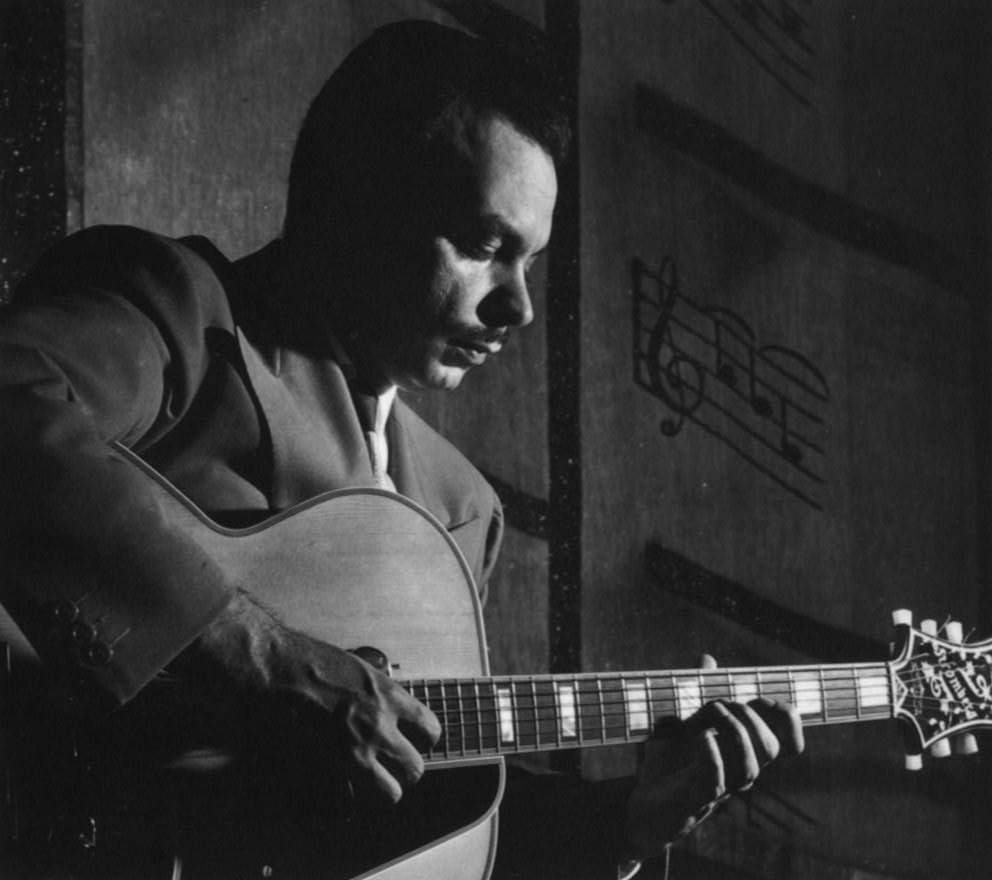
Laurindo Almeida vers 1947-1948.

Possédant une collection de disques de jazz américains, Almeida rêve cependant de s'installer aux États-Unis : il choisit la Californie parce qu'il sait qu'il y a là beaucoup de travail en studio. Il débarque donc en 1947 à l'âge de 30 ans en Californie et, étant déjà un artiste bien établi au Brésil, il décroche un job dans un studio d'Hollywood, où il collabore au film A Song is Born de Danny Kaye,. Mais le musicien Joe Riddle est frappé par le fait qu'Almeida joue de la guitare avec les doigts, alors que l'habitude aux États-Unis était d'utiliser un plectre. Riddle le recommande à Stan Kenton, qui est à l'époque à la recherche d'un nouveau son acoustique à la guitare et apprécie le fait qu'Almeida joue avec les doigts,. Kenton lui dit « Je ne veux plus de plectre ou de guitare électrique, je veux quelque chose de vraiment pur et clair ». Almeida quitte donc les studios d'Hollywood et intègre l'orchestre de Kenton, dont il reste le guitariste durant trois ans, de 1947 à 1950,,. Il y joue le rôle de guitariste / arrangeur / compositeur, un rôle inédit aux États-Unis à l'époque,.
En 1950, Stan Kenton tombe malade et il dissout son big band : Almeida se lie alors avec le saxophoniste Bud Shank, le bassiste Harry Babasin et le batteur Roy Harte. Le jeune producteur Richard Bock, fondateur du label Pacific Jazz Records, leur demande d'enregistrer un disque,.  Shank est enthousiaste mais ne sait trop que faire,. Almeida suggère alors « Et bien, marions nos musiques et voyons ce qui se passe »,. Shank et Babasin jouent tous deux un rôle très important dans l'élaboration de l'aspect jazz de l'album, et en avril 1953 le quatuor enregistre ce disque innovant dans lequel il mélange le jazz et la samba brésilienne,,.
Almeida baptise ce nouveau style « samba-jazz ».
Deux disques vinyle de format 10 pouces intitulés Laurindo Almeida Quartet featuring Bud Shank et Laurindo Almeida Quartet, featuring Bud Shank Vol. 2 sont publiés en 1954, combinés en 1961 en un album de format douze pouces intitulé Brazilliance publié sur le label Pacific Jazz Records,.

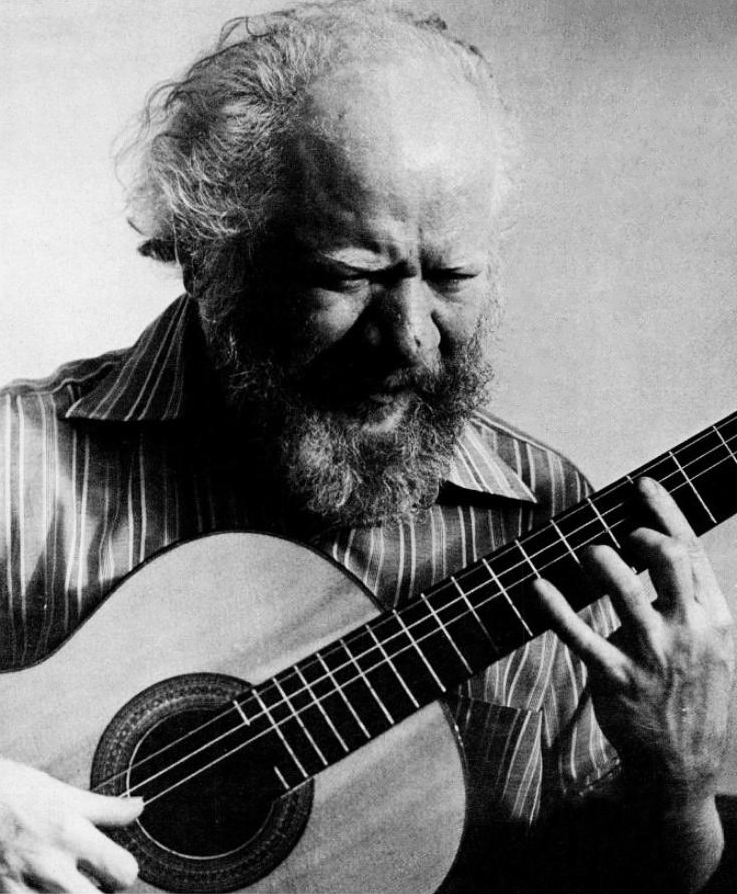
Sivuca en 1972.

Avec leurs albums Turma da Gafieira (1957), Samba Em Hi-Fi (1958) et Melodia Ritmo Alegria (1962), le groupe Turma da Gafieira, composé de plusieurs artistes de renom de l'époque, tels que Baden Powell, Sivuca et le batteur Edison Machado, est également considéré comme précurseur du genre,.
Almeida et Shank reprendront leur collaboration samba-jazz en enregistrant en mars 1958 Holiday in Brazil, un album qui est légèrement antérieur à la fondation de la bossa nova par Antônio Carlos Jobim, Vinícius de Moraes et João Gilberto, marquée officieusement par l'album Canção do amor demais composé par Jobim et de Moraes et enregistré par la chanteuse Elizeth Cardoso en mai 1958, et officiellement par la chanson Chega de Saudade et l'album du même nom de João Gilberto paru en 1959,,,,,. Holiday in Brazil précède par ailleurs de plus de trois ans les premiers morceaux de bossa nova américaine enregistrés par Dizzy Gillespie et Herb Ellis à l'automne 1961, et le fameux album au succès planétaire Jazz Samba enregistré en février 1962 par Charlie Byrd avec l'aide de Stan Getz,,,.
Après Holiday in Brazil, rebaptisé plus tard Brazilliance Volume 2, viendra enfin en 1959 Latin Contrasts,, parfois appelé Brazilliance Volume 3.